# Tichý Potok
Tichý Potok (allemand : Stillbach ) est un village de Slovaquie situé dans la région de Prešov.

## Histoire
Première mention écrite du village en 1427.

## Démographie

### Évolution de la population
| Année:               | 1994. | 2004.   | 2014.    | 2024.   |
| -------------------- | ----- | ------- | -------- | ------- |
| Nombre de personnes: | 419   | 397     | 339      | 331     |
| Différence:          |       | -5,25 % | -14,60 % | -2,35 % |

| Année:               | 2023. | 2024.   |
| -------------------- | ----- | ------- |
| Nombre de personnes: | 327   | 331     |
| Différence:          |       | +1,22 % |